# Goryōzushi-dōri
Le Goryōzushi-dōri (御霊図子通, Goryōzushi-dōri), aussi appelé Goryōnozushi-dōri (御霊図子通, Goryōnozushi-dōri), est une voie du centre-nord de Kyoto, dans l'arrondissement de Nakagyō, à la limite de celui de Kamigyō. Orientée est-ouest, elle commence au Dotemachi-dōri et termine au Teramachi-dōri (en).

## Description

### Situation
Le Goryōzushi-dōri est une petite rue situé dans le coin nord-est de l'arrondissement de Nakagyō et touche la limite sud-est de celui de Kamigyō. Elle commence dans le quartier de Komano-chō (駒之町) et termine dans celui de Shimogoryōmae-chō (下御霊前町). La rue commence au Dotemachi-dōri (土手町通), à l'est des berges du fleuve Kamo et termine à Teramachi-dōri (en) (寺町通). Selon d'autres sources, elle commencerait à Nakamachi-dōri (中町通). Elle suit le Takeyamachi-dōri (竹屋町通) au sud et précède le Marutamachi-dōri (丸太町通) au nord. Elle est parfois considérée à tort comme une partie de Takeyamachi-dōri.
La circulation se fait en sens unique de l'est vers l'ouest. Elle mesure environ 250 mètres.

### Voies rencontrées
Liste des voies rencontrées,. Les voies rencontrées de la droite sont mentionnées par (d), tandis que celles rencontrées de la gauche, par (g). Seules les rues portant un nom sont listées.
1. Dotemachi-dōri (土手町通)[1]
2. Nakamachi-dōri (中町通)
3. Kawaramachi-dōri (en) (河原町通)[5]
4. Shinsawaragichō-dōri (新椹木町通)[5]
5. Shinkarasuma-dōri (新烏丸通)[5]
6. Teramachi-dōri (en) (寺町通)[1]

### Transports en commun
Les bus du réseau d'autobus de Kyoto (ja) ne passent pas sur la rue. L'arrêt le plus est sur Marutamachi : Kawaramachi-Marutamachi (河原町丸太町, lignes 3, 4, 10, 17, 37, 59, 65, 93, 202, 204, 205).

## Odonymie
Le nom « 御霊図子通 » est aussi lu « Goryōnozushi-dōri », le marqueur possessif « no » étant inféré ici. « 御霊図子通 » signifie « rue du zushi de Goryō » et vient du fait que la rue ait été créée juste au sud du sanctuaire shinto Shimogoryō-jinja (ja) (下御霊神社),. Un « zushi » (図子 / 辻子) s'agissait d'un nom donné aux petites allées du nord de la ville impériale qui n'avaient pas été dessinées par le plan Jōbō (ja) (条坊制),. D'autres noms attribués à la rue incluent Goryō-zushi ou Goryō no zushi (御霊図子), ou encore Shimogoryōzushi-dōri (下御霊図子通), qui signifie « rue du zushi de Goryō du bas ». On trouve « 中御霊辻子 », « zushi de Goryō du centre », plus au nord de la ville, juste avant Kamidachiuri-dōri, entre Koromonotana-dōri et Inokuma-dōri (ja).
On trouve une plaque de rue placée par l'entreprise pharmaceutique Morishita Jintan (ja) (森下仁丹), ou simplement « Jintan » dans un geste commercial durant le premier quart du XXe siècle, au carrefour avec Shinkarasuma-dōri,. L'inscription porte l'ancienne graphie du nom de la rue, « 御靈圖子通 ».

## Histoire
La rue existe depuis au moins l'ère Meiji (1868-1912) et a été créée dans l'arrondissement de Kamigyō, et passe dans celui de Nakagyō en 1929 par morcellement depuis les arrondissements de Kamigyō et Shimogyō. Durant l'époque d'Edo (1603-1868), la rue marque la limite sud d'un des 12 conseils de quartier (« machigumi », 町組) de Kamigyō, abolis en 1871.

## Patrimoine et lieux d'intérêt

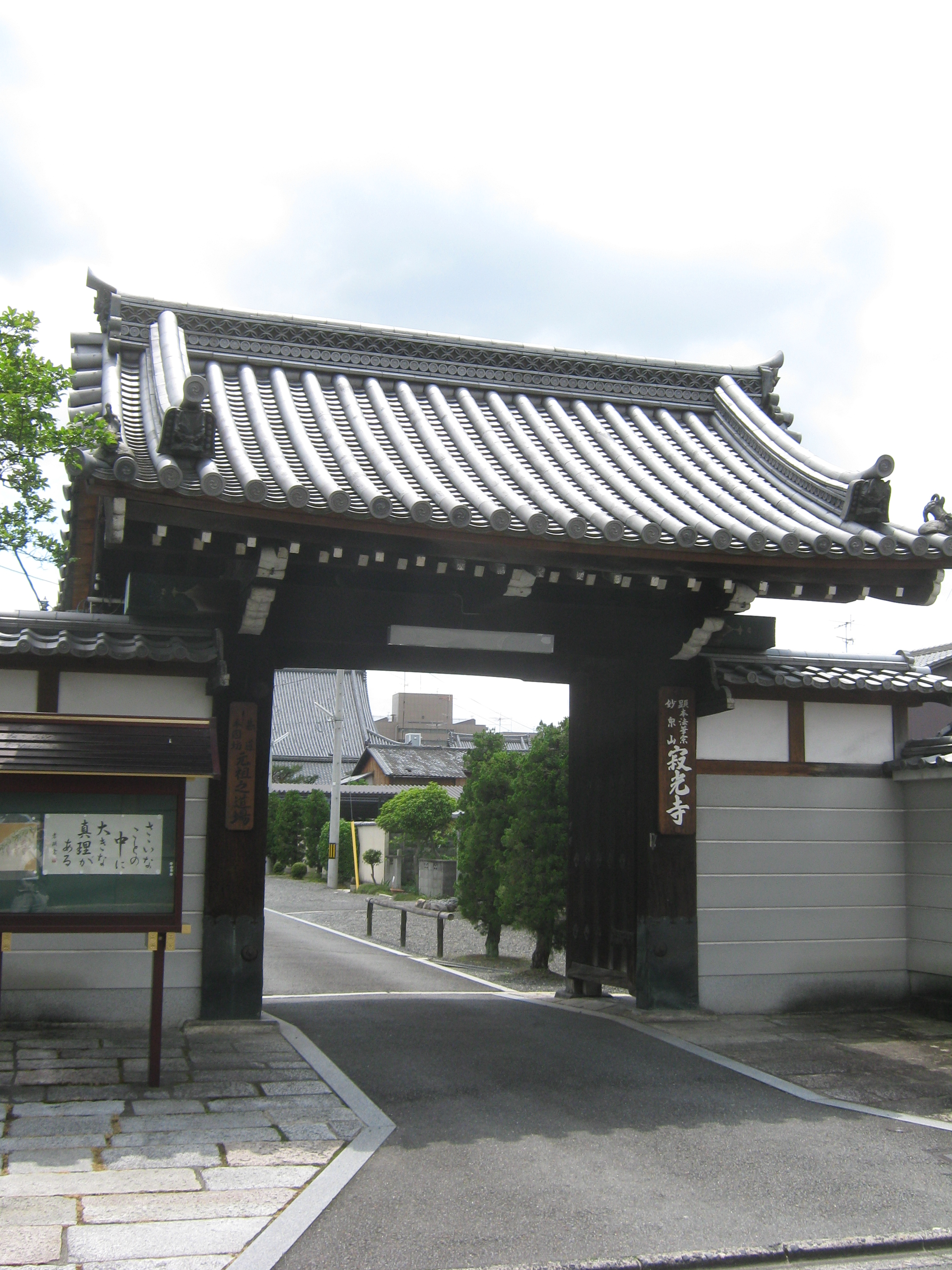
Porte du Jakkō-ji.

La rue est principalement résidentielle, et fait partie du district scolaire de Kasuga.
Au carrefour avec Teramachi se trouve le sanctuaire shinto Shimogoryō-jinja (ja) (下御霊神社), dont la rue tire son nom,. Juste au sud du sanctuaire, de l'autre côté de la rue, se trouve le temple bouddhiste Gyōgan-ji (ja) (行願寺). Sur le site du temple Gyōgan-ji se trouvaient anciennement trois temples différents, le Monmyō-ji (聞名寺) et le Shōmyō-ji (稱名寺/称名寺) de l'école Ji, et le Jakkō-ji (ja) (寂光寺), de l'école Nichiren. Ils sont détruits lors de l'incendie du Hōei (ja) (宝永の大火) en 1708 et déplacés à l'est du Kamo, tandis que le Gyōgan-ji, lui aussi détruit durant l'incendie, y est déplacé depuis son ancien emplacement au carrefour de Teramachi et Kōjinguchi.

Quelques lieux d'intérêts
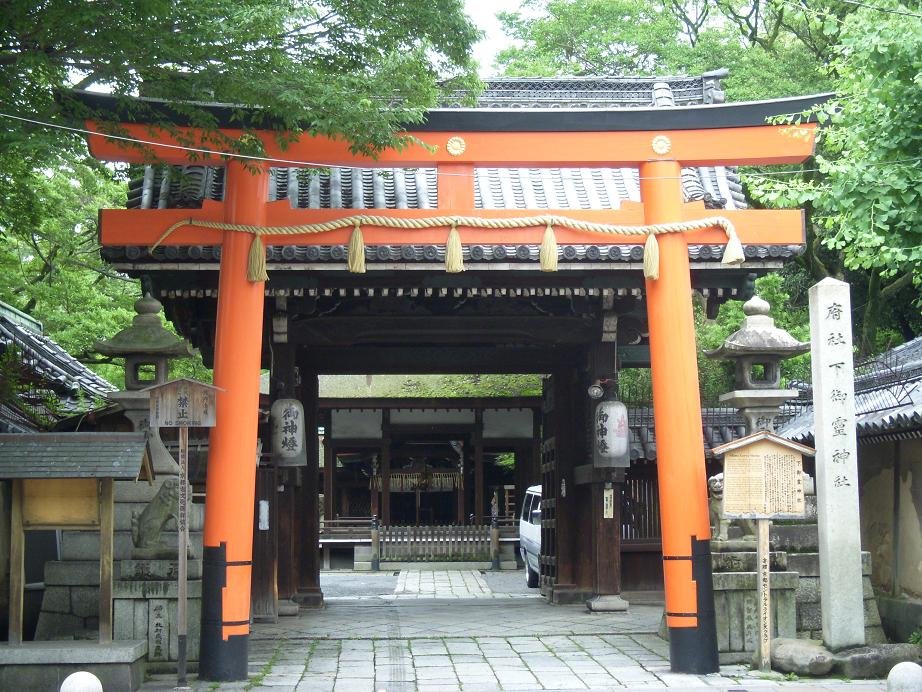
Torii du Shimogoryō-jinja
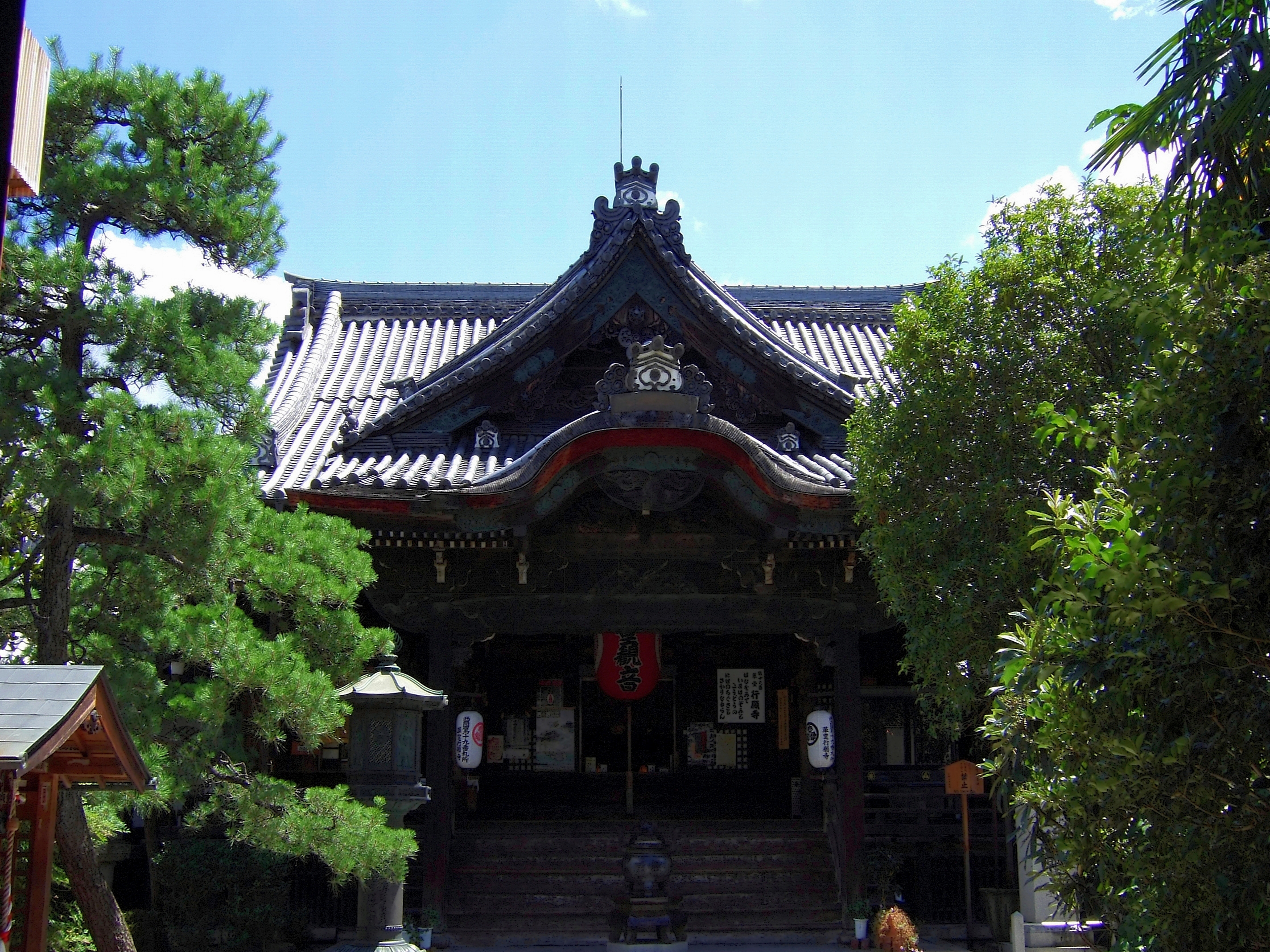
Bâtiment principal du Gyōgan-ji